# Cảng Thượng Hải

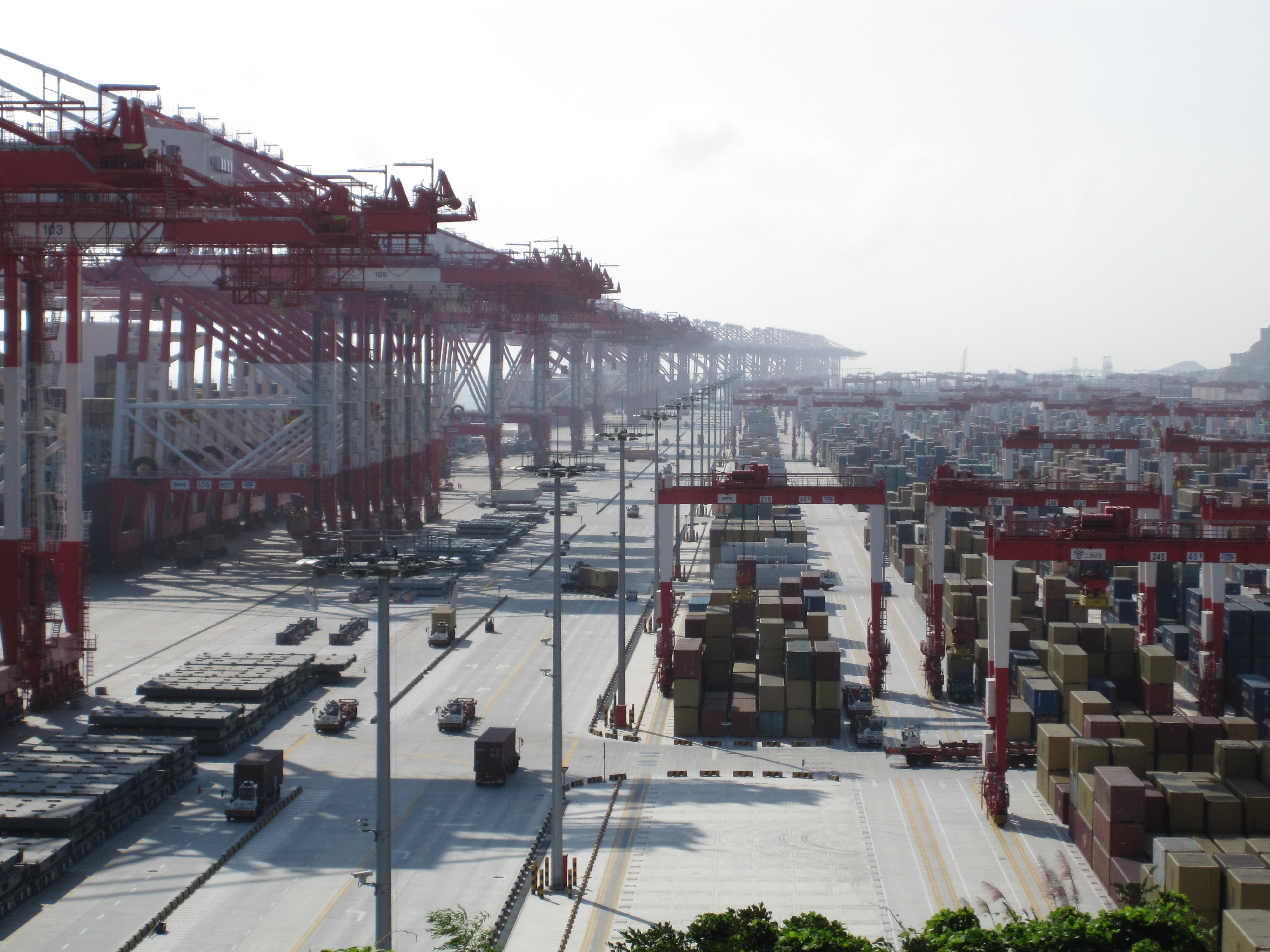
Cảng nước sâu Dương Sơn

Cảng Thượng Hải nằm trong vùng lân cận của Thượng Hải, bao gồm một vùng nước sâu và cảng sông.
Trong năm 2010, Thượng Hải cảng vượt qua cảng Singapore để trở thành cảng container nhộn nhịp nhất thế giới. Thượng Hải cảng xử lý 29.050.000 TEU, trong khi cảng Singapore kém hơn nửa triệu TEU.
Cảng Thượng Hải nhìn ra biển Hoa Đông về phía đông, và vịnh Hàng Châu ở phía nam. Nó bao gồm đầu các sông Dương Tử, sông Hoàng Phố (sông đổ vào sông Dương Tử), và Tiền Đường.
Cảng Thượng Hải được quản lý bởi Công ty TNHH cảng vụ quốc tế Thượng Hải vào năm 2003. Công ty TNHH cảng vụ quốc tế Thượng Hải là một công ty niêm yết trên sàn chứng khoán, trong đó chính quyền thành phố Thượng Hải sở hữu 44,23 phần trăm số cổ phiếu đang lưu hành.

## Lịch sử
Trong thời kỳ nhà Nguyên, khi Thượng Hải đã trở thành một quận lỵ trong tổ chức hành chính của Nhà Nguyên, nó vẫn là một thành phố tương đối nhỏ.
Trong thời nhà Minh, nơi mà ngày nay là thành phố Thượng Hải đã là một phần của tỉnh Giang Tô (với một phần nhỏ ở tỉnh Chiết Giang). 
Vị trí của Thượng hải ở cửa sông Dương Tử đã dẫn đến sự phát triển của nó như là thương mại ven biển phát triển trong các nhà Thanh, đặc biệt là vào thời kỳ Càn Long. Dần dần, các cảng của Thượng Hải đã vượt qua các cảng của Ninh Bá và cảng Quảng Châu để trở thành cảng lớn nhất của Trung Quốc vào lúc đó.
Năm 1842, Thượng Hải đã trở thành một thương phụ, do đó phát triển thành một thành phố thương mại quốc tế. Đến thế kỷ 20, nó đã trở thành thành phố lớn nhất ở vùng Viễn Đông, và cảng lớn nhất ở vùng Viễn Đông.
Năm 1949, với việc chính quyền Mao Trạch Đông tiếp quản trong Thượng Hải, hoạt động ngoại thương đã bị cắt đột ngột. Các chính sách kinh tế của Cộng hòa Nhân dân Trung Hoa lúc đó đã làm tê liệt cơ sở hạ tầng của Thượng Hải.
Năm 1991, chính phủ trung ương cho phép Thượng Hải bắt đầu cải cách kinh tế. Kể từ đó, các cảng của Thượng Hải đã phát triển với tốc độ ngày càng tăng. Đến năm 2005, cảng nước sâu Dương Sơn được xây dựng trên các đảo Dương Sơn, một nhóm các đảo trong vịnh Hàng Châu, kết nối Thượng Hải qua cầu Đông Hải. Điều này cho phép phát triển các cảng để vượt qua điều kiện nước nông ở vị trí hiện tại của nó, và để cạnh tranh với một cảng nước sâu, gần đó cảng Ninh Bá Chu San.

## Số liệu thống kê
- 1984: 100 triệu tấn hàng thông qua
- 1999: 186 triệu tấn hàng thông qua
- 2005: 443 triệu tấn hàng thông qua
- 2006: 537 triệu tấn hàng thông qua
- 2007: 561 triệu tấn hàng thông qua
- 2008: 582 triệu tấn hàng thông qua và 28 triệu TEU[3]
- 2009: 590 triệu tấn hàng thông qua[3]